# Rüthen
Rüthen è una città di 10 753 abitanti della Renania Settentrionale-Vestfalia, in Germania.
Appartiene al distretto governativo (Regierungsezirk) di Arnsberg e al circondario (Kreis) di Soest (targa SO).